# Bustan
Bustan (in karakalpak Bostan; in uzbeco Bo‘ston; in russo Бустан) è una città di 12.340 abitanti (calcolati per il 2010), capoluogo del distretto di Ellikqala nella repubblica autonoma del Karakalpakstan, in Uzbekistan. Si trova circa 20 km a nord-est di Beruniy, ad est del lago Ahchakol.
Non lontano dalla città si trovano i resti delle fortezze dell'antico Khorezm.